# تيودورو نغويما أوبيانج مانجو
تيودورو نغويما أوبيانج مانجو (بالإنجليزية: Teodoro Nguema Obiang Mangue)‏ (مواليد 25 يونيو 1968م) هو سياسي من غينيا الأستوائية يشغل حالياً منصب نائب رئيس غينيا الأستوائية منذ 2012 وهو ابن الرئيس الحالي تيودورو أوبيانغ